# 伊萨克·巴别尔
伊扎克·埃姆馬努伊洛維奇·巴别尔（羅馬化：Isaak Emmanuilovich Babel；1894年6月13日—1940年1月27日），蘇聯猶太裔小说家、戏剧家。

## 生平
1894年出生于俄羅斯帝國南部黑海港口城市敖德萨（今烏克蘭）的一个犹太家庭，1905年他舅舅在对犹太人的大屠杀中身亡，他在邻居帮助下逃过一劫。十多岁入敖德萨商业学校，除了学习普通课程，还学习犹太法典和音乐。
1915年前往彼得格勒，见到了马克西姆·高尔基，在高尔基编辑的杂志上发表了最初的几篇短篇小说。他的小说《浴室之窗》被帝俄审查官判为淫秽。接下来七年，他加入了俄国内战中的共产主义阵营。1919年与Yevgenia Gronfein结婚，育有一女，6年后妻子逃亡法国。
1920年加入谢苗·布琼尼的骑兵第1集团军。战争的残酷给他日后写《红色骑兵军》提供了材料。1924年返回敖德萨后，又出版了《敖德萨故事集》。
1932年被允许去巴黎探视前妻及女儿。回国后曾与名导谢尔盖·爱森斯坦合作《贝金草原》。与Antonina Pirozhkova同居。
1939年，被诬为间谍，在家中被捕。1940年被秘密处决。
高爾基曾在至马尔罗的信中称巴别尔是“俄国当代最杰出作家”，博尔赫斯称《骑兵军》“无与伦比”，海明威说：“我从不觉得能用字数判断文章......但看完巴别尔的，我觉得我还能更凝练些。”伊塔羅·卡爾維諾认为《骑兵军》“堪称本世纪写实主义文学的奇书之一，是知识分子和革命暴力互动关系之下的产物。”